# Disa buchenaviana
Disa buchenaviana är en orkidéart som beskrevs av Friedrich Fritz Wilhelm Ludwig Kraenzlin. Disa buchenaviana ingår i släktet Disa och familjen orkidéer. Inga underarter finns listade i Catalogue of Life.